# Электроника МК-56
Электроника МК-56 — советский программируемый микрокалькулятор с обратной польской записью для проведения инженерных расчетов. Относится ко второму поколению советских программируемых калькуляторов. Электроника МК-56 — настольный аналог «МК-54», который в свою очередь по своим возможностям совершенно аналогичен модели Б3-34; в программное обеспечение добавлено лишь представление углов в градах, но и оно присутствовало в поздних моделях Б3-34 как недокументированное свойство.
Память 98 команд и 14 регистров, быстродействие около 5 простых операций в секунду. При выключении калькулятора содержимое памяти стирается.

Штамповка на корпусе

## Элементная база
Собран на основе микросхем серии К145. Тактовая частота — примерно 100 кГц.
Для экономии места разработчики сильно упростили микрокод, что породило множество недокументированных возможностей (см. Еггогология).